# Nucula granulosa
Nucula granulosa är en musselart som beskrevs av Addison Emery Verrill 1884. Nucula granulosa ingår i släktet Nucula och familjen nötmusslor. Inga underarter finns listade i Catalogue of Life.